# Ambohimasina (Betafo)
Pour les articles homonymes, voir Ambohimasina.
Ambohimasina est une commune urbaine malgache, située dans la partie centrale de la région de Vakinankaratra.